# Pseudosphinx asdrubal
Pseudosphinx asdrubal är en fjärilsart som beskrevs av Felipe Poey. Pseudosphinx asdrubal ingår i släktet Pseudosphinx och familjen svärmare. Inga underarter finns listade.